# Guitalens-L’Albarède
Guitalens-L’Albarède település Franciaországban, Tarn megyében. Lakosainak száma 835 fő (2022. január 1.). Guitalens-L’Albarède Cuq, Puylaurens, Saint-Paul-Cap-de-Joux, Serviès és Vielmur-sur-Agout községekkel határos.

## Népesség
A település népességének változása:
| Lakosok száma | 854  | 871  | 908  | 866  | 845  | 825  | 835  | 829  | 835  |
|               | 2013 | 2015 | 2016 | 2017 | 2018 | 2019 | 2020 | 2021 | 2022 |